# 马纳帕赖
马纳帕赖（Manapparai），是印度泰米尔纳德邦邦蒂鲁吉拉伯利（Tiruchirappalli）区的一个市镇。马纳帕赖镇位于特里奇（Trichy）以西38公里处，并且是马纳帕赖塔卢克（Manapparai Taluk）的行政中心。马纳帕赖以其穆鲁库（Murukku，一种油炸小吃）和牲畜市场而闻名。截至2011年，该镇人口为40,510人。

## 人口
该地2001年总人口35644人，其中男性17786人，女性17858人；0—6岁人口3774人，其中男1989人，女1785人；识字率74.78%，其中男性为81.49%，女性为68.11%。